# República Popular China en los Juegos Paralímpicos de Atlanta 1996
La República Popular China estuvo representada en los Juegos Paralímpicos de Atlanta 1996 por un total de 37 deportistas, 27 hombres y 10 mujeres.

## Medallistas
El equipo paralímpico chino obtuvo las siguientes medallas:
| Nombre                                    | Deporte                   | Evento                            |
| ----------------------------------------- | ------------------------- | --------------------------------- |
| Oro                                       |                           |                                   |
| Xu Hongyan                                | Atletismo                 | Peso F10-11 femenino              |
| Wu Hongping                               | Atletismo                 | Peso F42-44/46 femenino           |
| Sun Haitao                                | Atletismo                 | Disco F12 masculino               |
| Sun Haitao                                | Atletismo                 | Jabalina F12 masculino            |
| Sun Haitao                                | Atletismo                 | Peso F12 masculino                |
| Ha Silao                                  | Atletismo                 | Jabalina F43-44 masculino         |
| Hou Bin                                   | Atletismo                 | Salto de altura F42-44 masculino  |
| Zhao Xueen                                | Atletismo                 | Triple salto F45-46 masculino     |
| Zhang Haidong                             | Levantamiento de potencia | –67,5 kg masculino                |
| Luo Zhiqiang                              | Levantamiento de potencia | –100 kg masculino                 |
| Shi Tieyin                                | Natación                  | 100 m braza SB8 femenino          |
| Gong Baoren                               | Natación                  | 100 m braza SB7 masculino         |
| Zhu Weiming                               | Natación                  | 100 m espalda S6 masculino        |
| Luo Fuqun                                 | Tenis de mesa             | Individual 9 femenino             |
| Zhang Xiaoling                            | Tenis de mesa             | Clase abierta 6-10 femenino       |
| Luo Fuqun Zhang Xiaoling                  | Tenis de mesa             | Equipo 6-10 femenino              |
| Plata                                     |                           |                                   |
| Xu Hongyan                                | Atletismo                 | Disco F10-11 femenino             |
| Wu Hongping                               | Atletismo                 | Disco F42-44/46 femenino          |
| Wu Yanjian                                | Atletismo                 | 1500 m T44-46 masculino           |
| Wu Yanjian                                | Atletismo                 | 5000 m T44-46 masculino           |
| Li Xiuqing                                | Atletismo                 | Disco F43-44 masculino            |
| Wang Sen                                  | Atletismo                 | Triple salto F10 masculino        |
| Huang Wentao                              | Atletismo                 | Triple salto F11 masculino        |
| Wang Jian                                 | Levantamiento de potencia | –52 kg masculino                  |
| Mao Qiwen                                 | Natación                  | 50 m mariposa S5 masculino        |
| Xia Kai                                   | Natación                  | 50 m mariposa S6 masculino        |
| Zeng Huabin Xia Kai Mao Qiwen Zhu Weiming | Natación                  | 4 × 50 m estilos S1-6 masculino   |
| Zhang Nan                                 | Tiro                      | Rifle de aire de pie SH1 femenino |
| Men Runming                               | Yudo                      | –95 kg masculino                  |
| Bronce                                    |                           |                                   |
| Liu Hongru                                | Atletismo                 | Peso F46 masculino                |
| Wang Sen                                  | Atletismo                 | Salto de longitud F10 masculino   |
| Zhou Jiahua                               | Levantamiento de potencia | –82,5 kg masculino                |
| Dong Qiming                               | Natación                  | 100 m espalda B1 femenino         |
| Zhou Xiangrong                            | Natación                  | 100 m espalda S6 femenino         |
| Guo Yongzhong                             | Natación                  | 100 m braza SB8 masculino         |
| Zeng Huabin Xia Kai Mao Qiwen Zhu Weiming | Natación                  | 4 × 50 m libre S1-6 masculino     |
| Luo Fuqun                                 | Tenis de mesa             | Clase abierta 6-10 femenino       |
| Zhang Xiaoling                            | Tenis de mesa             | Individual 6-10 femenino          |
| Cui Baoji                                 | Yudo                      | –71 kg masculino                  |